# مرهلم
مرهلم (به انگلیسی: Marholm) یک روستا و محله مدنی در بریتانیا است که در پیتربورو واقع شده‌است. مرهلم ۱۵۱ نفر جمعیت دارد.